# Johann Philipp von Wurzelbau

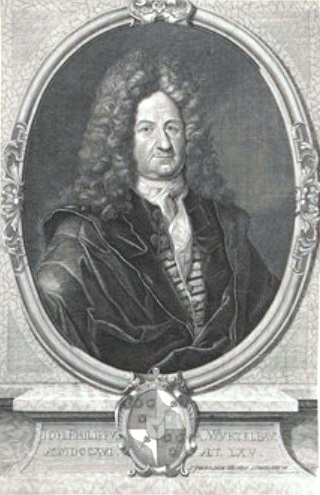
J.P.v.Wurzelbau nach Johann Adam Delsenbach

Johann Philipp Wurzelbau, ab 1692 von Wurzelbau (* 28. September 1651 in Nürnberg; † 21. Juli 1725 ebenda), war ein Nürnberger Astronom.

## Leben
Wurzelbau, bis zur Nobilitierung Johann Philipp Wurzelbauer, stammte aus einer Familie von Erzgießern. Sein Großvater Benedikt Wurzelbauer war der Schöpfer des Tugendbrunnens auf dem Platz vor der Nürnberger Lorenzkirche, sein Vater Johann Wurzelbauer war ebenfalls Erzgießer. Dieser verstarb, als Wurzelbauer noch keine fünf Jahre alt war. Seine Mutter Dorothea, geborene Lochner, verheiratete sich erneut mit Johann Philipp Kob, einem Messinghändler.
Wurzelbauer war zunächst von einem Magister Wandersleben privat unterrichtet worden und hatte danach die letzten drei Klassen des Nürnberger Gymnasiums besucht. Ein anschließendes Studium war allerdings nicht möglich, da Wurzelbauer sich verpflichtet sah, seinem Stiefvater bei der Führung der Geschäfte zu unterstützen.

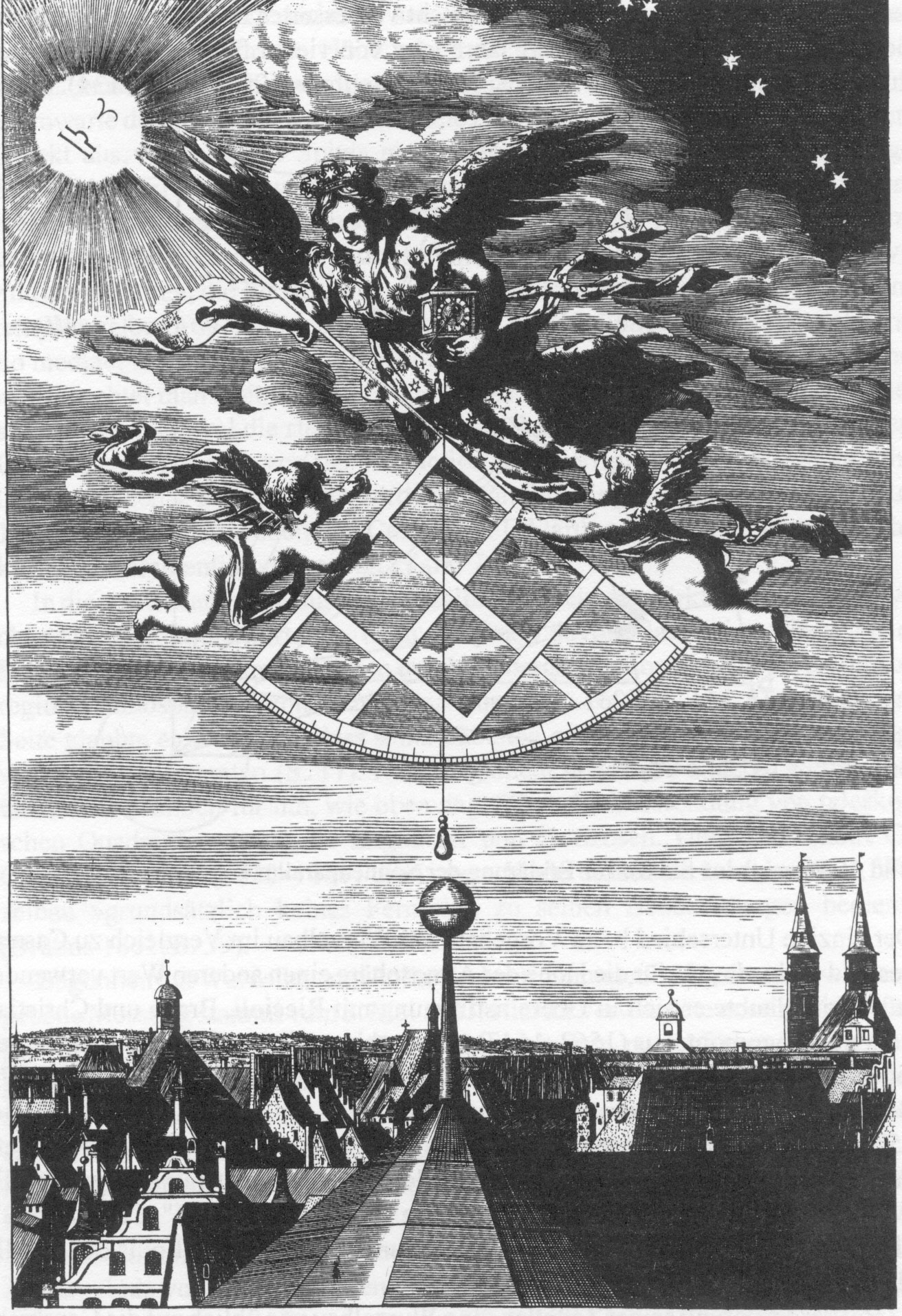
Die Allegorie der Astronomie schwebt über dem Dach von Wurzelbaus Observatorium (Titelkupfer der Uranies Noricae basis astronomico-geographica von 1697)

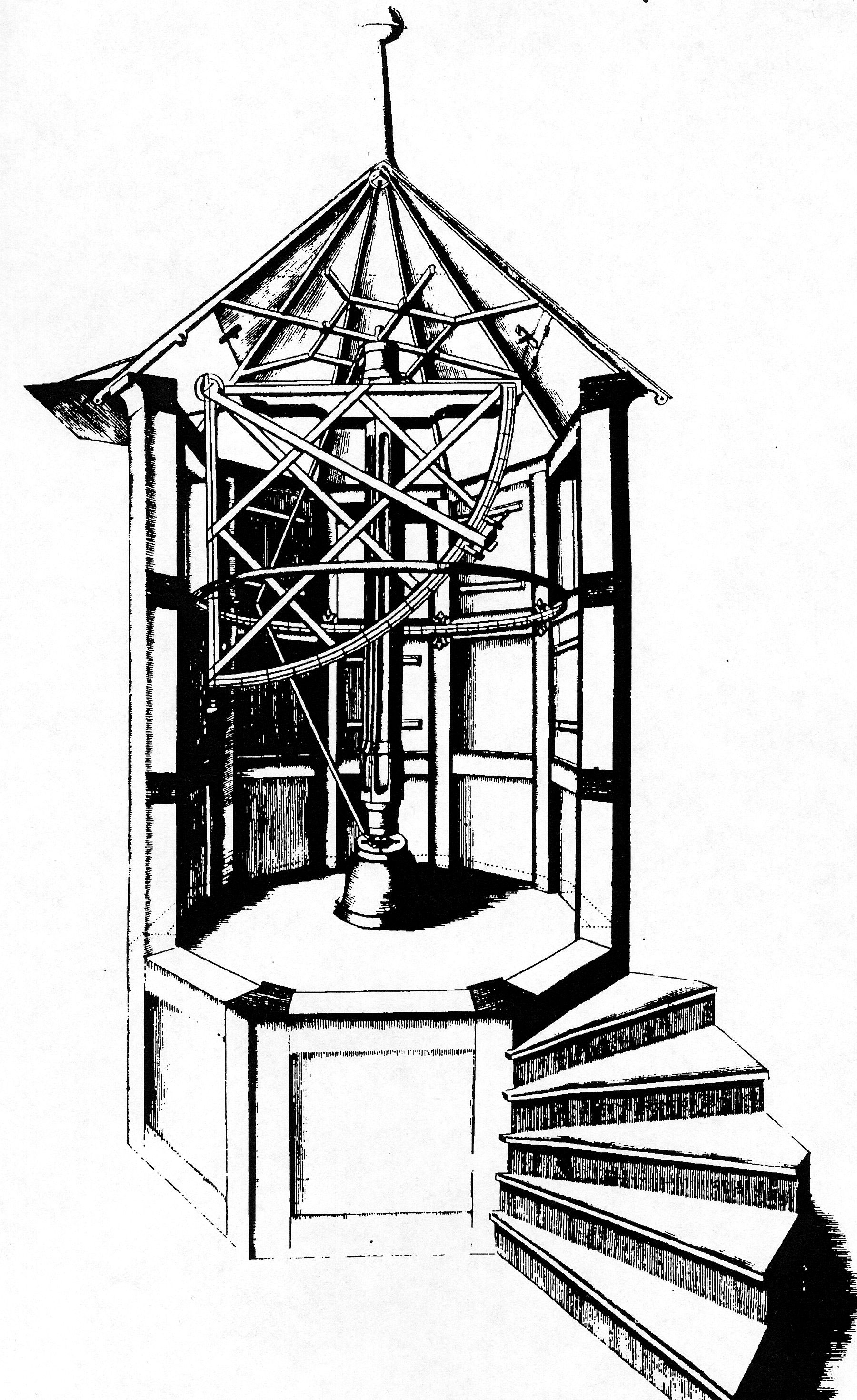
Beobachtungstürmchen des Hauses Spitzenberg 4

Nach dem Tod des Stiefvaters 1689 führte er das Geschäft bis 1691 weiter. 1692 verkaufte er es und widmete sich fortan ausschließlich seinen astronomischen Studien.
Sein Interesse für Astronomie war durch Georg Christoph Eimmart geweckt worden, der 1678 auf der Vestnertorbastei der Nürnberger Burg die erste Nürnberger Sternwarte eingerichtet hatte, und mit dem zusammen er 1684 erste Beobachtungen veröffentlichte.
1682 hatte Wurzelbauer begonnen, in seinem Haus ebenfalls eine Sternwarte einzurichten. 1692 versah er sein Haus am Spitzenberg 4 mit einem auffallenden, achteckigen Beobachtungstürmchen, das erst mit der völligen Zerstörung des Hauses im Zweiten Weltkrieg unterging.
Seine Instrumente gingen teilweise in den Besitz des Germanischen Nationalmuseums über, eines davon, ein großer Quadrant, ist in der Ausstellung des GNM auf der Nürnberger Burg zu sehen.
Wurzelbaus Interesse galt vor allem der genauen Bestimmung astronomischer Grundparameter, so der geographischen Position Nürnbergs sowie der präzisen Bestimmung des Sonnenlaufs. Auf Grundlage seiner Arbeiten zur Sonnenbewegung stellte der Ellinger Uhr- und Kompassmacher Johann Michael Vogler (1670–1731) für ihn 1716 eine Sonnenuhr her, die möglicherweise die erste Sonnenuhr mit einem Analemma ist, das eine Korrektur der angezeigten Zeit entsprechend der Zeitgleichung ermöglicht. Seine zahlreichen Beobachtungen zu astronomischen Ereignissen wie Sonnen- und Mondfinsternissen veröffentlichte er vor allem in den Schriftenreihen der preußischen und der französischen Akademien, deren Mitglied er war. 
Wurzelbau verheiratete sich am 14. Mai 1679 mit Maria Magdalena Petz (1656–1713). 
Aus dieser Ehe stammten sechs Kinder, wovon ein Sohn und eine Tochter überlebten.
Am 6. August 1720 schloss er erneut die Ehe mit Sabina Dorothea Kreß (1658–1733).

## Mitgliedschaften und Ehrungen
Wurzelbau war seit 1683 ein „Genannter“ des Größeren Rats der Stadt Nürnberg. 
1692 wurde er in Anerkennung seiner wissenschaftlichen Arbeit von Kaiser Leopold in den Adelsstand erhoben.
Er war Mitglied der Kurfürstlich-Brandenburgische Societät der Wissenschaften und der Académie des sciences,
und stand in Kontakt mit den bedeutendsten Naturforschern und Astronomen seiner Zeit. Er korrespondierte unter anderem mit Leibniz, Tschirnhaus, Cassini, de La Hire, Rømer, Hevelius, Kirch und Flamsteed.
Der Mondkrater Wurzelbauer ist nach ihm benannt.

## Schriften
- Typus Eclipseos Solaris: Quae Anno Chr. MDCLXXXIV. Die 2. Iulii St. vet. horis pomer. contigit, ab Observatoribus Joanne Philippo Wurzelbaur, & Georgio Christophoro Eimmarto (Nürnberg 1684, Digitalisat)
- Eclipsis Lunae totalis cum mora observata Norimbergae A.O.R MDCLXXXV (Nürnberg 1685, Digitalisat)
- Uranies Noricae basis astronomico-geographica (Nürnberg 1697)
- Sol dum ultra Aequatorem descendere videtur, interventu Lunae maximam partem occultatus Terricolis: Sive, quam ipsimet Eclipsin passi appellare malunt, Eclipsis Solis, observata Norinbergae A.O.R. MDCIC. (Nürnberg 1699, Digitalisat)
- Herrn Christian Huygens Cosmotheoros oder weltbetrachtende Muthmassungen von den himmlischen Erdkugeln und deren Schmuck (Übersetzung von Wurzelbau; Leipzig 1703, Digitalisat)
- Synodi Telluris, Lunæ Et Solis arctissimæ sive Eclipseos (quam vocant) Solis totalis, cum mora, Phænomeni rarissimi Observatio habita Norinbergæ Anno MDCCVI (1706, Digitalisat)
- Stabilimentum baseos Uranies Noricae astronomico-geographicae Norimbergae Anno 1713
- Johannes Gaupp: Calendarium novum astronomicum ad annum a nat. D. N. J. Ch. 1718 (enthält Teile der Sonnentafeln von Wurzelbau; Augsburg 1718, Digitalisat)
- Uranies Noricae basis astronomica (Nürnberg 1719, Digitalisat)
- Opera Geographica-Astronomica (Nürnberg 1728, Digitalisat)